# Acacia dealbata

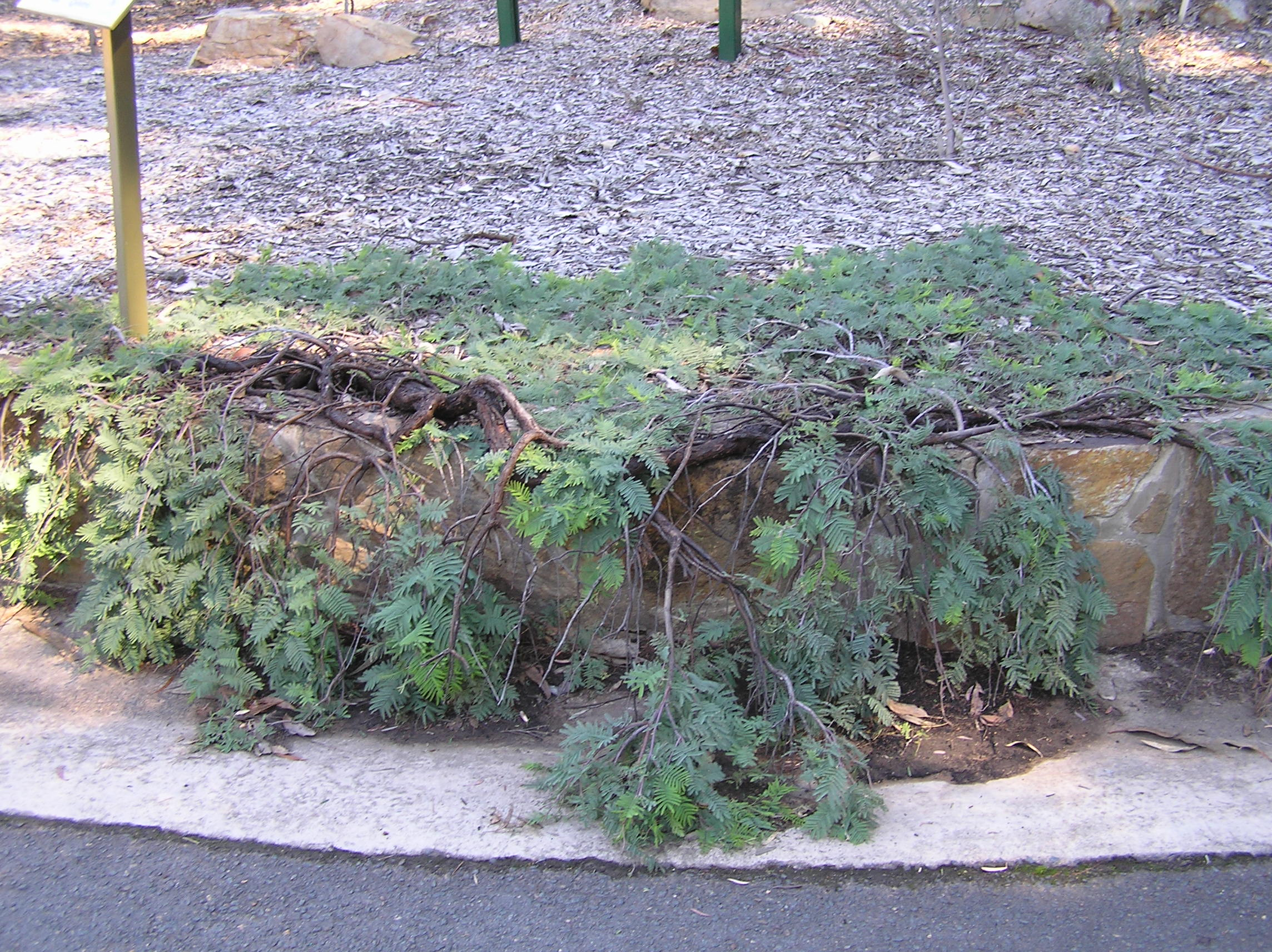
"Kambah Karpet", una variedad de Acacia dealbata descubierta en el pueblo de Kambah.

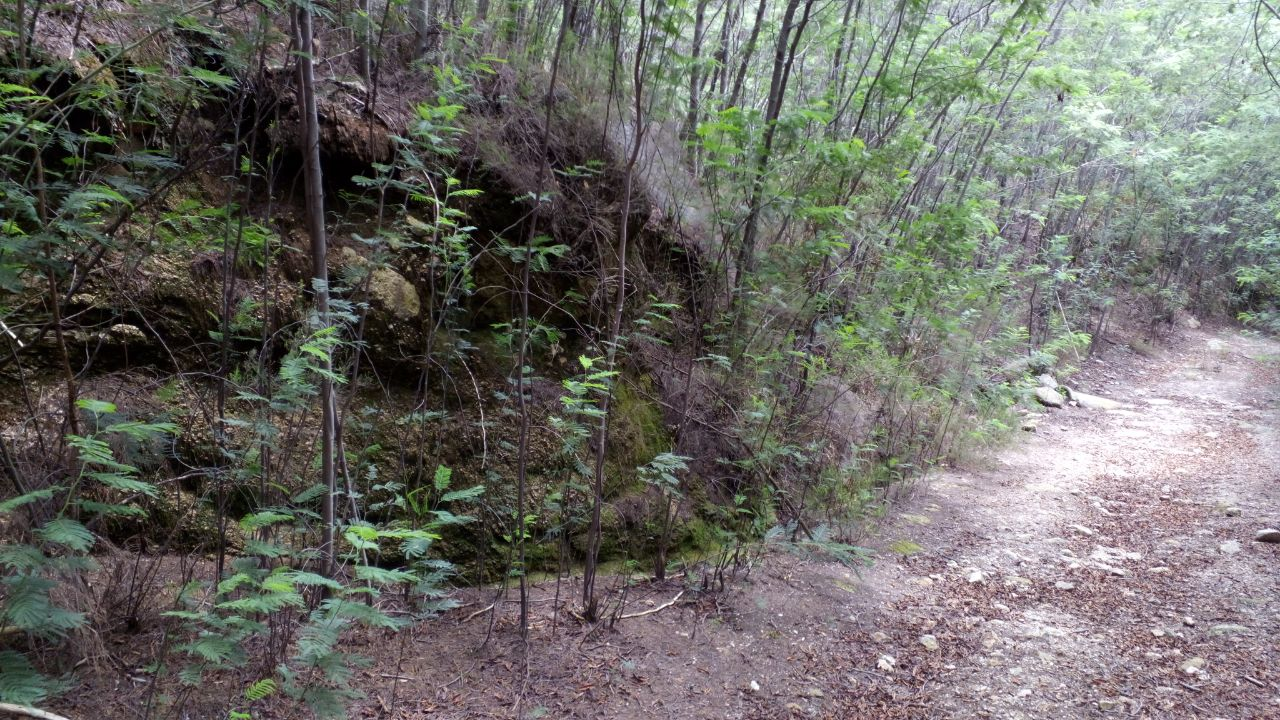
Invasión severa de acacia dealbata en un monte del norte de Portugal. Se aprecia la no existencia de ningún otro tipo de especie vegetal, que es desplazada de forma permanente

Acacia dealbata, mimosa, acacia mimosa,  aromo francés, mimosa común, mimosa fina, mimosa plateada o acacia australiana es un árbol de la familia de las leguminosas (Fabaceae).

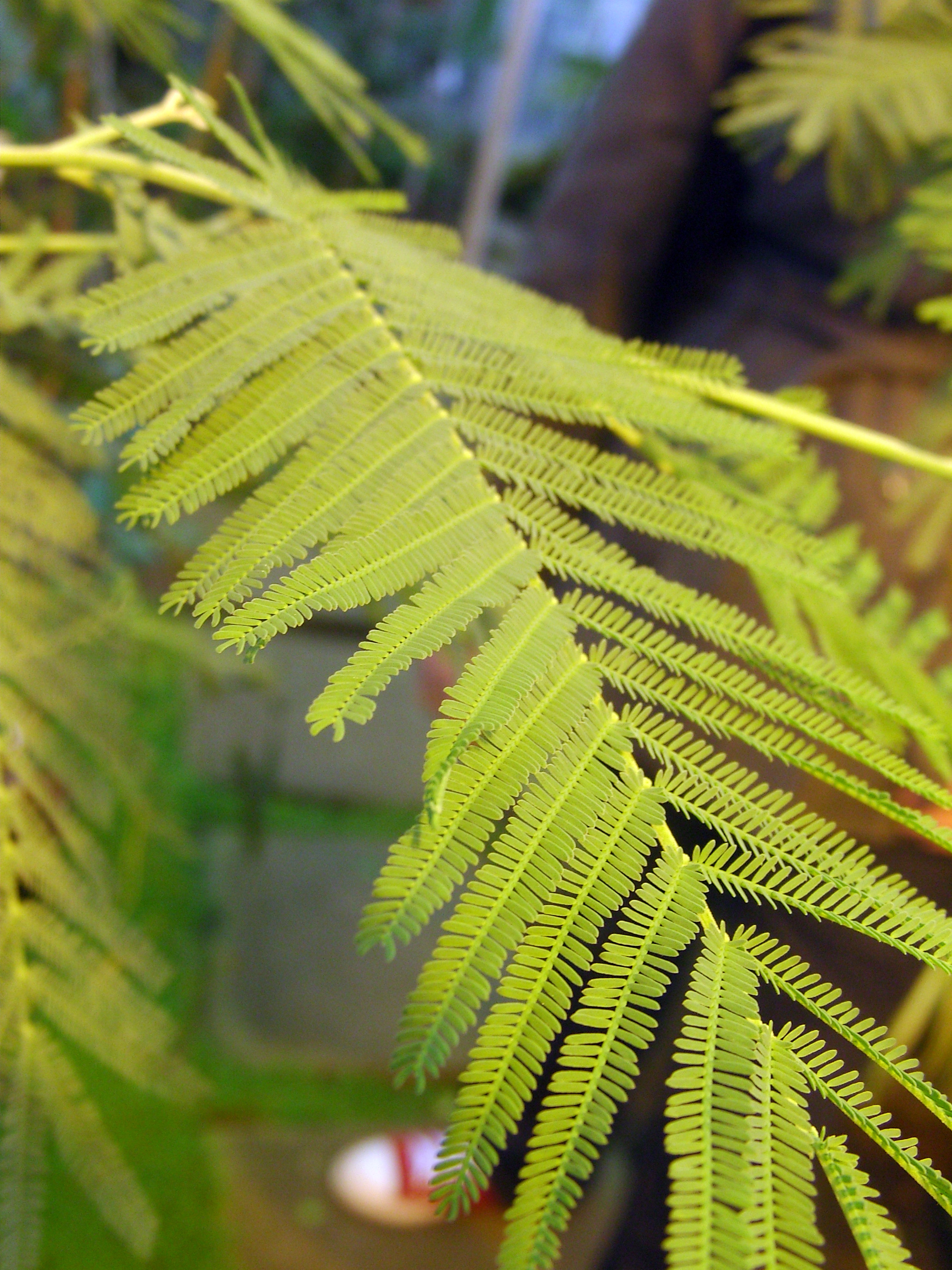
Hojas.

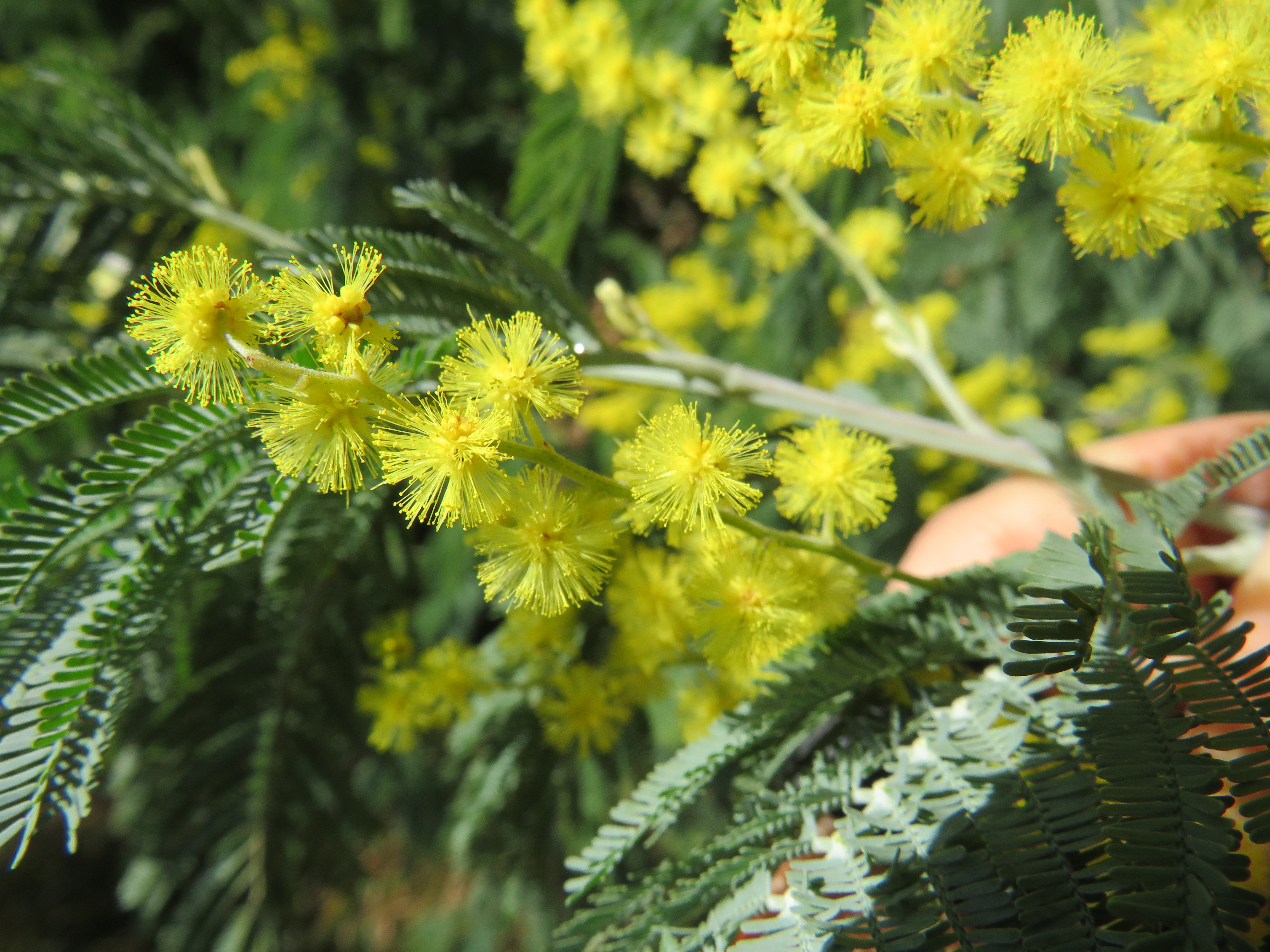
Flores.

## Descripción

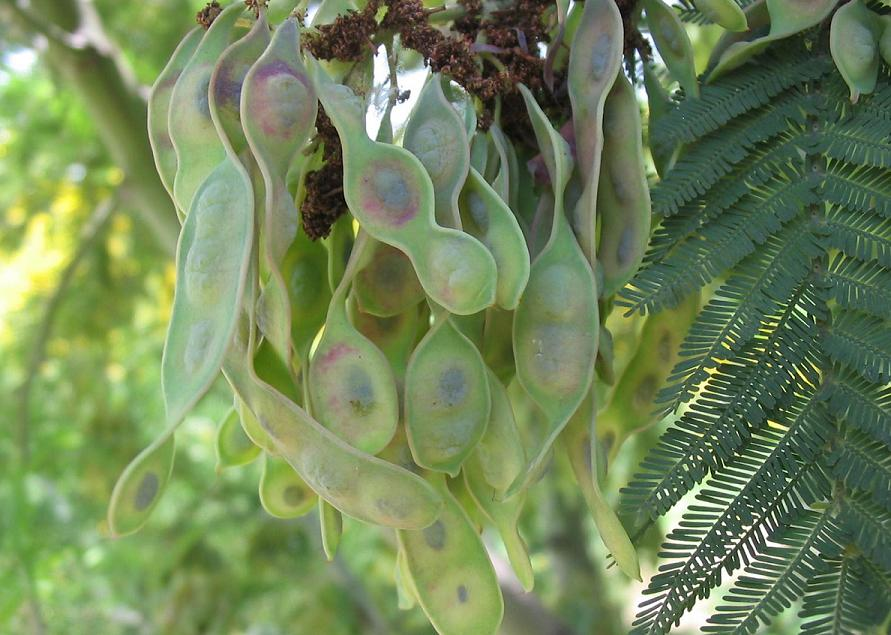
Fruto.

Se trata de un árbol de entre 10 y 12 m de altura, perenne, usado en jardinería como ornamental, de crecimiento rápido pero que raramente excede de los 30 años de edad. De corteza grisácea o blanca y lisa, muy ramificado. Ramas angulosas, pubescentes. Hojas bipinnadas de 8-20, cada una de ellas con 25-40 pares de folíolos, con el haz glabro y el envés tomentoso. Inflorescencia en glomérulo globoso con más de 25 flores, muy olorosas. Pedúnculos pubescentes. Florece de enero a marzo. Produce de cuatro a cinco semillas en una vaina verde-azulada, aplastada y un poco curvada.

## Procedencia
La mayor parte de las variedades son originarias de Australia y de Tasmania, donde puede encontrarse hasta los 1000 m s. n. m.

## Carácter invasor
La acacia dealbata se encuentra naturalizada en otras partes del mundo, donde se ha establecido y se comporta como especie invasora. En la península ibérica se encuentra naturalizada y se considera plaga en el noroeste de España, principalmente zonas montañosas de Galicia (con gran presencia en los montes de la provincia de Orense) y norte de Portugal.
Debido a su potencial colonizador y constituir una amenaza grave para las especies autóctonas, los hábitats o los ecosistemas, esta especie ha sido incluida en el Catálogo Español de Especies Exóticas Invasoras, regulado por el Real Decreto 630/2013, de 2 de agosto, por lo que está prohibidos en España, excepto Canarias y Baleares, su introducción en el medio natural, posesión, transporte, tráfico y comercio.

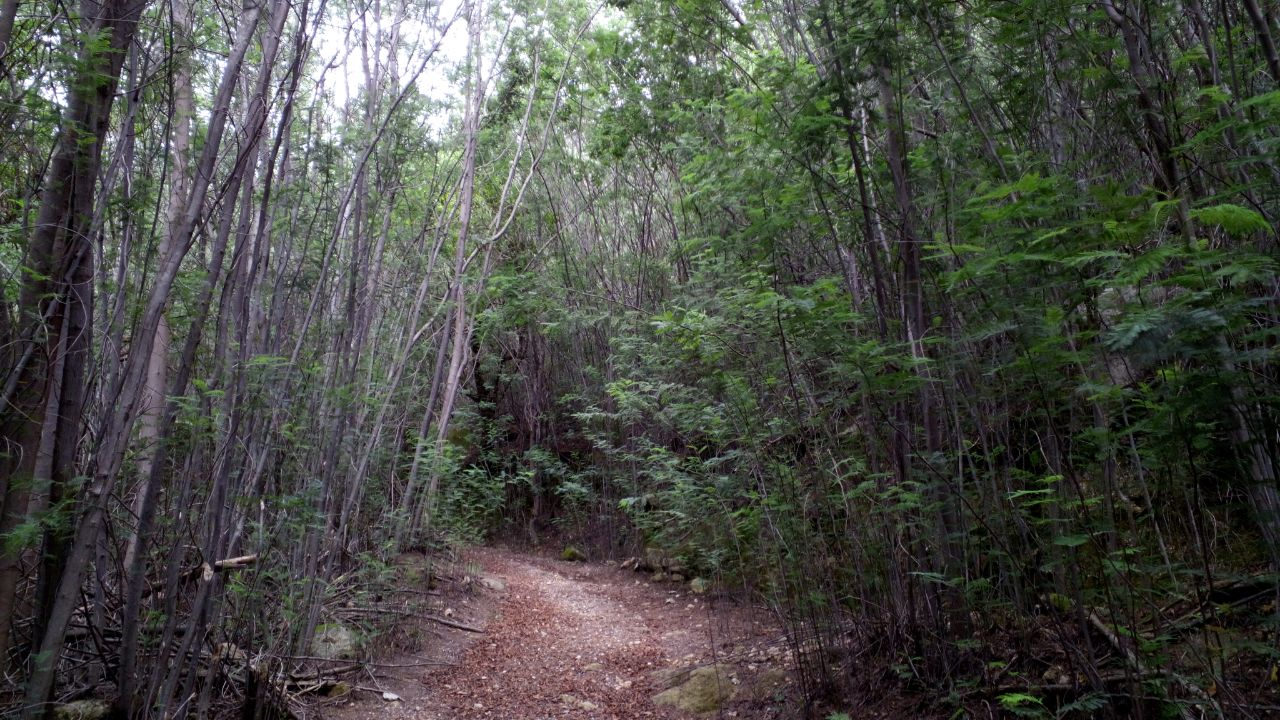
Infestación de acacia dealbata en el Parque Nacional Peneda Gerês, en el norte de Portugal

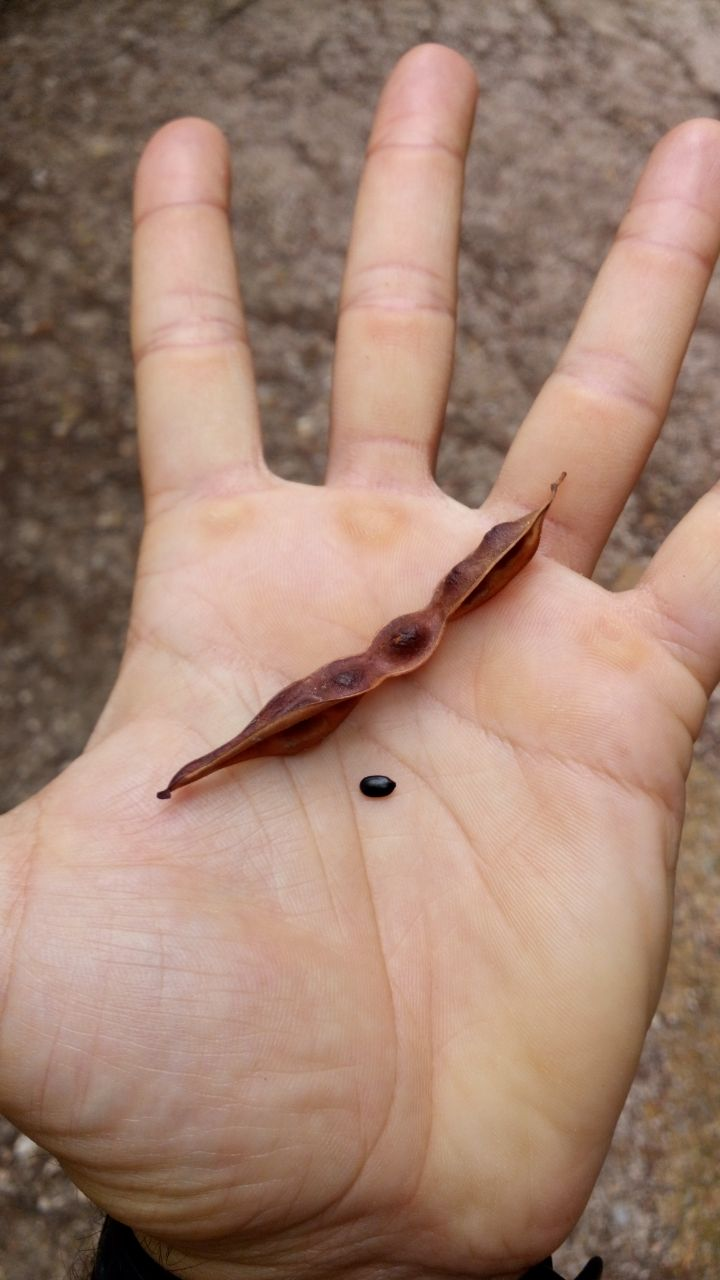
Baya y semilla de acacia dealbata

### Problemáticas que ocasiona
Cuando se establece, acacia dealbata tiene un crecimiento muy rápido y desplaza a todas las demás especies autóctonas en cuestión de pocos años, de forma mucho más agresiva que otras especies foráneas como el eucalipto. 
La mimosa es una gran consumidora de agua y también acidifica los suelos, empobreciéndolos. Además, es una especie pirófita, que arde muy deprisa en el caso de incendios y que coloniza terrenos quemados de forma muy rápida, impidiendo la repoblación natural con especies autóctonas.

## Subespecies
Hay dos subespecies:
- Acacia dealbata dealbata. Altitudes bajas a moderadas. Árboles de hasta 30 m; hojas en su mayor parte 5-12 cm largo.
- Acacia dealbata subalpina Tindale & Kodela. Grandes altitudes en las Montañas Snowy. Arbusto de hasta 5 m (raramente 10 m) de alto; hojas principalmente entre 1,5 y 8,5 cm de largo.

## Usos
Plantados en parques, calles, paseos, aunque el uso más extendido es la jardinería por el color de sus flores y el número de ellas, que ofrecen conjuntos de gran belleza. Se cultiva como fijador de terrenos y por la goma que se obtiene de su tronco contenido en taninos.
Se obtienen productos químicos, forraje, usos domésticos, manejo ambiental, fibra, alimentos, bebidas y madera.
En Italia el símbolo del día de la mujer es la mimosa, y se acostumbra regalar un pequeño ramo de mimosa a las mujeres. En algunos trabajos regalan a todas las empleadas un ramito, o un dulce llamado “mimosa”; muchas panaderías preparan dulces amarillos (recordando el color de la mimosa) y en las calles hay muchos vendedores de mimosa.

## Taxonomía
Acacia dealbata fue descrita por Johann Heinrich Friedrich Link y publicado en Enumeratio Plantarum Horti Regii Berolinensis Altera 2: 445. 1822.
Etimología
Ver: Acacia: Etimología
dealbata: epíteto latino que significa "blanqueado".
Sinonimia
- Acacia decurrens var. dealbata (Enlace) Muller
- Acacia decurrens var. mollis Lindl.
- Acacia puberula Dehnh.
- Acacia derwentii Siebert & Voss
- Acacia decurrens var. dealbata (Enlace) Maiden
- Acacia affinis Sweet
- Racosperma dealbatum (Enlace) Pedley[9]

## Nombres vernáculos
- acacia, acacia de hoja azul, acacia francesa, alcacia, alcarcia, aromo, mimosa. Aragonés: acacia, alcacia, alcazia, alcarzia[10]